# Michael Zerres
Michael P. Zerres (* 6. September 1945) ist ein deutscher Betriebswirtschaftler und Professor für Marketing am Fachbereich Sozialökonomie der Universität Hamburg.

## Leben
Von 1965 bis 1972 studierte Michael Zerres Wirtschaftswissenschaften, Geschichte und Archäologie in Berlin, Washington, D.C. und Frankfurt am Main. 1972 machte er seinen Abschluss als Diplom-Kaufmann an der Universität Frankfurt und war dort bis 1977 Wissenschaftlicher Mitarbeiter am Institut für Entwicklung, Umwelt und quantitative Wirtschaftsforschung.
1977 Promotion zum Dr. rer. pol. Nachdem er von 1978 bis 1981 Marketingvorstand eines internationalen Konzerns in London war, erhielt er 1981 eine Professur für Marketing an der Hochschule der Telekom, die er bis 1992 innehatte. Von 1993 bis 2005 war Zerres Universitätsprofessor für Betriebswirtschaftslehre, insbesondere Marketing, an der Hochschule für Wirtschaft und Politik (HWP) in Hamburg.
Von 2005 bis 2012 war Zerres Professor für Betriebswirtschaftslehre, insbesondere Marketing, am Fachbereich Sozialökonomie der Universität Hamburg.
Bekannt wurde Zerres auch als Verfasser von Lehrbüchern, die als E-Book zu wirtschaftswissenschaftlichen Themen erschienen sind.

## Schwerpunkte
Die Forschungsschwerpunkte von Zerres beinhalten unter anderem Erfolgsfaktorenforschungen, Bedarfsflugverkehrs-Marketing, Mobile-Commerce, Automobilmarketing, Gesundheitsmarketing, Kundenbindungsmanagement, Stadtmarketing sowie Markenmanagement.
In der Lehre hat er hingegen seine Schwerpunkte auf Marketing-Grundlagen, Marketing-Vertiefungen und Entrepreneurial Marketing gelegt.

## Veröffentlichungen (Auswahl)
- Kooperatives Stadtmarketing. Konzepte, Strategien und Instrumente zur Erhöhung der Attraktivität einer Stadt, Stuttgart/Berlin/Köln 2000, Verlag Kohlhammer, ISBN 3-17-016486-4
- Marketing, Stuttgart/Berlin/Köln 2000, Verlag Kohlhammer, ISBN 3-17-016462-7
- Betriebliche Planung – Grundlagen und Techniken, München/Mehring 1991, Verlag Hampp, ISBN 3-87988-009-3